# 新吉乡
新吉乡（藏語：ཤི་འཁྱེར་），是中华人民共和国西藏自治区那曲市班戈县下辖的一个乡镇级行政单位。

## 行政区划
新吉乡下辖以下地区：
扣求村、路布村、诺地村、路干村、曲森村、杂那村、古嘎村、羌都村和羌梅村。